# Libro blanco
Se conoce como libros blancos a los documentos que publican los gobiernos en determinados casos para informar a los órganos legislativos o a la opinión pública con el objetivo de ayudar a los lectores a comprender un tema, resolver o afrontar un problema (por ejemplo diseñando una política gubernamental a largo plazo), o tomar una decisión. En el contexto de las criptomonedas, el término es muy usado para referirse a documentos técnicos relacionados con protocolos o fichas criptográficas, teniendo un objetivo semejante, aunque no emitidos necesariamente por una autoridad central.
El término se origina como derivado de los libros azules utilizados por el Imperio británico en el siglo XIX a modo de almanaque o recopilatorio de estadísticas del país, y cuyo nombre procede del color de su portada, al igual que ocurre con los libros blancos. Suelen ser de menor longitud que un libro azul, y se cree que su procedencia se remonta al Libro blanco de Churchill de 1922. Durante el Mandato británico de Palestina, se publicaron tres libros blancos que determinaron el futuro inmediato del Mandato, como el Libro blanco de 1939.

## Libros blancos en las organizaciones internacionales

### En la Mancomunidad de Naciones
En la Mancomunidad de Naciones, libro blanco es el nombre informal de un documento parlamentario que enuncia una política gubernamental. En el Reino Unido, estos son mayormente publicados como "documentos de dirección". 
Los libros blancos son publicados por el gobierno para exponer una política o proponer una línea de acción en un tema de preocupación actual. Si bien un libro blanco puede ser, ocasionalmente, una consulta a los detalles de una nueva legislación, manifiesta una clara intención de parte del gobierno por aprobar la nueva legislación. En contraste, los libros verdes, que son publicados mucho más a menudo, son más abiertos. Estos libros verdes, también conocidos como "documentos de consulta", pueden meramente proponer una estrategia para ser implementada en los detalles de otra legislación o pueden presentar propuesta sobre los deseos del gobierno para obtener los pareceres y las opiniones públicas.

### En la Unión Europea
Dentro del ámbito de la Unión Europea (UE) los libros blancos contienen un conjunto argumentado de propuestas de acción comunitaria en un ámbito específico. En este sentido, son establecidos por la Comisión Europea en el marco de los comités consultivos que comprenden a los miembros de la Comisión, representantes de grupos de interés y administraciones nacionales.
Aspirar a gestar decisiones políticas y una política concertada. Estos libros aparecen muchas veces, pero no necesariamente, tras la aparición de un libro verde sobre el mismo tema. Este fue el caso, por ejemplo, del Libro blanco adoptado el 12 de mayo de 2004 sobre "los servicios de interés general" que fue resultante de la discusión publicada inicialmente por el Libro verde del 21 de mayo de 2003.
Por otra parte, el Libro Blanco sobre el futuro de Europa presentado por la Comisión Europea (CE) en 2017 expone posibles vías para el futuro de la UE. La CE dice buscar hacer frente a retos como la globalización, el impacto de las nuevas tecnologías, los problemas de seguridad y el supuesto auge del populismo. El Libro Blanco expone cinco escenarios para la evolución de la Unión, en función de las opciones por las que se decante la UE.

## Libros blancos por país
ChileEl Régimen Militar Chile de Augusto Pinochet hizo publicar el Libro Blanco sobre el Cambio de Gobierno, donde justificaba el derrocamiento de Salvador Allende y la instalación de la Junta Militar en el poder.
PerúDebido al problema de los accidentes de tránsito, que junto con la violencia es considerado un problema epidemiológico en la región por la Organización Mundial de la Salud, el Congreso de la República del Perú tomó la iniciativa de encabezar y liderar un cambio en la gestión de la seguridad vial, para lo cual la Comisión de Transportes y Comunicaciones del poder legislativo acordó formar un grupo de trabajo para elaborar el denominado un Libro Blanco de la Seguridad Vial del Perú.

## Libros blancos comerciales
Desde inicios de la década de 1990, el término "libro blanco" se refiere también a los documentos usados por negocios como una herramienta de marketing o de ventas. Por ejemplo, hoy en día muchos libros blancos revelan los beneficios de tecnologías y productos específicos. Estos tipo de libros blancos son casi siempre documentos de comunicaciones de marketing diseñados para promocionar las soluciones o los productos de una compañía específica.
Como herramienta publicitaria, es importante notar que estos libros siempre destacarán información favorable de la compañía que autoriza o financia el documento. Tales libros blancos son a menudo utilizados para generar buenas ventas, establecer el liderazgo o educar a los consumidores.
Tipos de libros blancos comerciales
Existen cuatro tipos básicos de libros blancos comerciales:
- Beneficios del negocio: Se enfoca en presentar una situación de negocio favorable a los ejecutivos
- Técnicos: Ayuda a personas influyentes (como los ingenieros) a entender cómo funciona un concepto o tecnología
- Híbridos: Combina un enfoque en negocios de alto nivel con detalles técnicos en un solo documento.
- Comerciales: Su objetivo principal es aumentar las ventas.[9]

## Criptomonedas
En el contexto de las criptomonedas, el término «libro blanco» o «whitepaper» es usado para referirse a documentos técnicos que explican los aspectos esenciales relacionados al funcionamiento y concepto de determinados sistemas, generalmente la forma en la que se relacionan los nodos (participantes) de una cadena de bloques, o las características de un token para ofertas iniciales de moneda (ICO) u ofertas iniciales de fichas (ITO).